# Семиозерье (Ленинградская область)
Семиозе́рье — посёлок в Полянском сельском поселении Выборгского района Ленинградской области.

## Название
Своё название посёлок получил от семейства небольших озёр, расположенных между песчано-гравийным карьером и шоссе Поляны — станция Каннельярви.

## История
До войны на почти безводной возвышенности Юликанкаанмаа не было никаких поселений.
Семиозерье обязано своим возникновением месторождению щебёночной смеси, которое начали разрабатывать в 1960 году. К тому времени иссяк ресурс Приветненского карьера, расположенного южнее, в бывшей деревне Ино. Документация на создание нового карьера была утверждена в 1955 году. К карьеру от станции Каннельярви была проложена железнодорожная ветка, по которой в 1961 году прошёл первый состав с естественной песчано-гравийной смесью. Одновременно был заложен и посёлок.
Согласно административным данным 1966, 1973 и 1990 годов посёлок Семиозерье входил в состав Полянского сельсовета. В 1967 году в посёлке Семиозерье проживали 1800 человек.
В 1997 году в посёлке Семиозерье Полянской волости проживали 1459 человек, в 2002 году — 1306 человек (русские — 95 %).
В 2007 году в посёлке Семиозерье Полянского СП проживали 1336 человек, в 2010 году — 1506 человек.

## География
Посёлок расположен в южной части района на автодороге 41К-088 (Голубые Озёра — Поляны).
Расстояние до административного центра поселения — 3 км.
Расстояние до ближайшей железнодорожной станции Каннельярви — 7,5 км.
В посёлке берёт исток ручей Долгунец. К северу от посёлка находятся озёра Лозовое и Верхнее Лозовое.

## Демография
| 2007 | 2010  | 2017  | 2021  |
| ---- | ----- | ----- | ----- |
| 1336 | ↗1506 | ↗1509 | ↘1195 |

## Инфраструктура
В 1960-х годах в посёлке было возведено пять одноэтажных домов, затем — несколько трёхэтажных на 24 квартиры каждый, затем строились пятиэтажные дома. На первом этапе в новое жильё въехали 192 семьи. Всего было построено 16 тыс. м² жилой площади. В посёлке появились продуктовый магазин, фельдшерский пункт, отделение почтовой связи, промтоварный магазин, бытпромкомбинат, в декабре 1964 года открылся детский сад, в июле 1969 года — профсоюзная библиотека, в 1970 году — восьмилетняя школа, в 1974 году — Дом культуры. Одновременно с этим на промплощадке к юго-востоку от посёлка велось строительство стационарного дробильно-сортировочного завода — здания механического цеха, конторы, склада, промышленной котельной, другие здания и корпуса.
В 1967 году заработал обогатительный завод по выпуску песчано-гравийной щебёночной смеси мощностью около 1 млн кубометров в год. С конца 1960-х до второй половины 1980-х годов объёмы годового выпуска завода выросли с 900 до 1800 тыс. кубометров. Число рабочих превышало 400 человек. На заводе было организовано сезонное производство фундаментных блоков, цех мозаичных декоративных плит мощностью не менее 700 тыс. м² продукции. На железнодорожных путях, подходящих к заводу и карьеру, в 1960-х годах в качестве своего рода экспоната прошлого на вечную стоянку был установлен паровоз С207-29, который ранее снабжал теплом некоторые производственные помещения.
К 1980-м годам запасы карьера к юго-востоку от посёлка истощились, и огромный котлован был частично передан под садовые участки (всего за весь период жизни карьероуправления проведена рекультивация 354 га старых выработок). Началась разработка крупного карьера северо-восточнее Семиозерья, находящегося на расстоянии нескольких километров от посёлка и обогатительного завода.

## Памятники
Воинское захоронение № 52 — братская могила советских воинов, погибших в боях за Родину в годы Советско-финской войны и на Советско-финском фронте Великой Отечественной войны (1941—1944 годы). Расположено близ карьера, захоронено три человека.

## Религия
В 2006 году в посёлке была построена деревянная церковь Седмиозерной иконы Божией Матери. Храм относится к Рощинскому благочинию Выборгской епархии.

## Фото

Леса к северо-востоку от Семиозерья. 2008 год
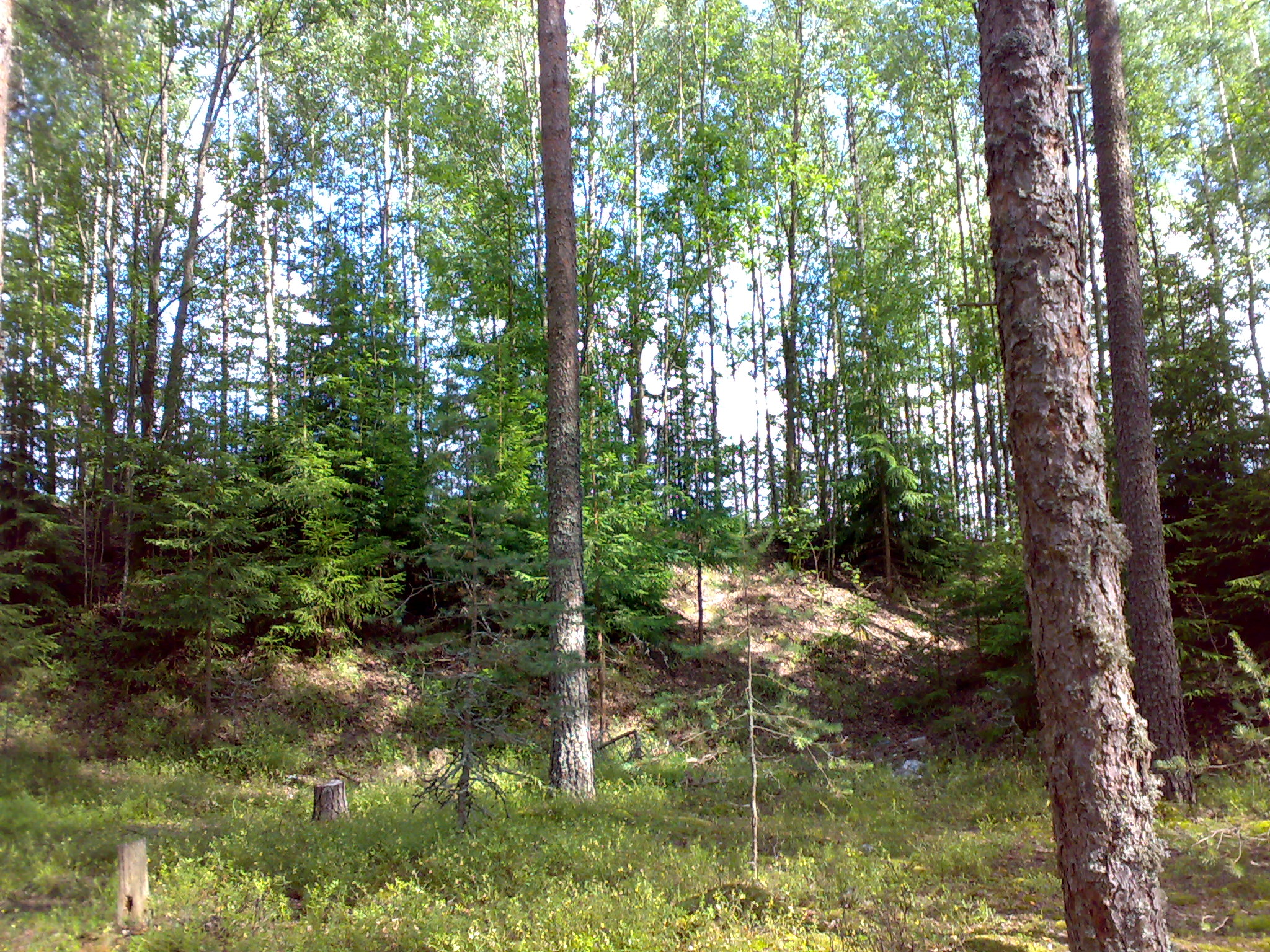
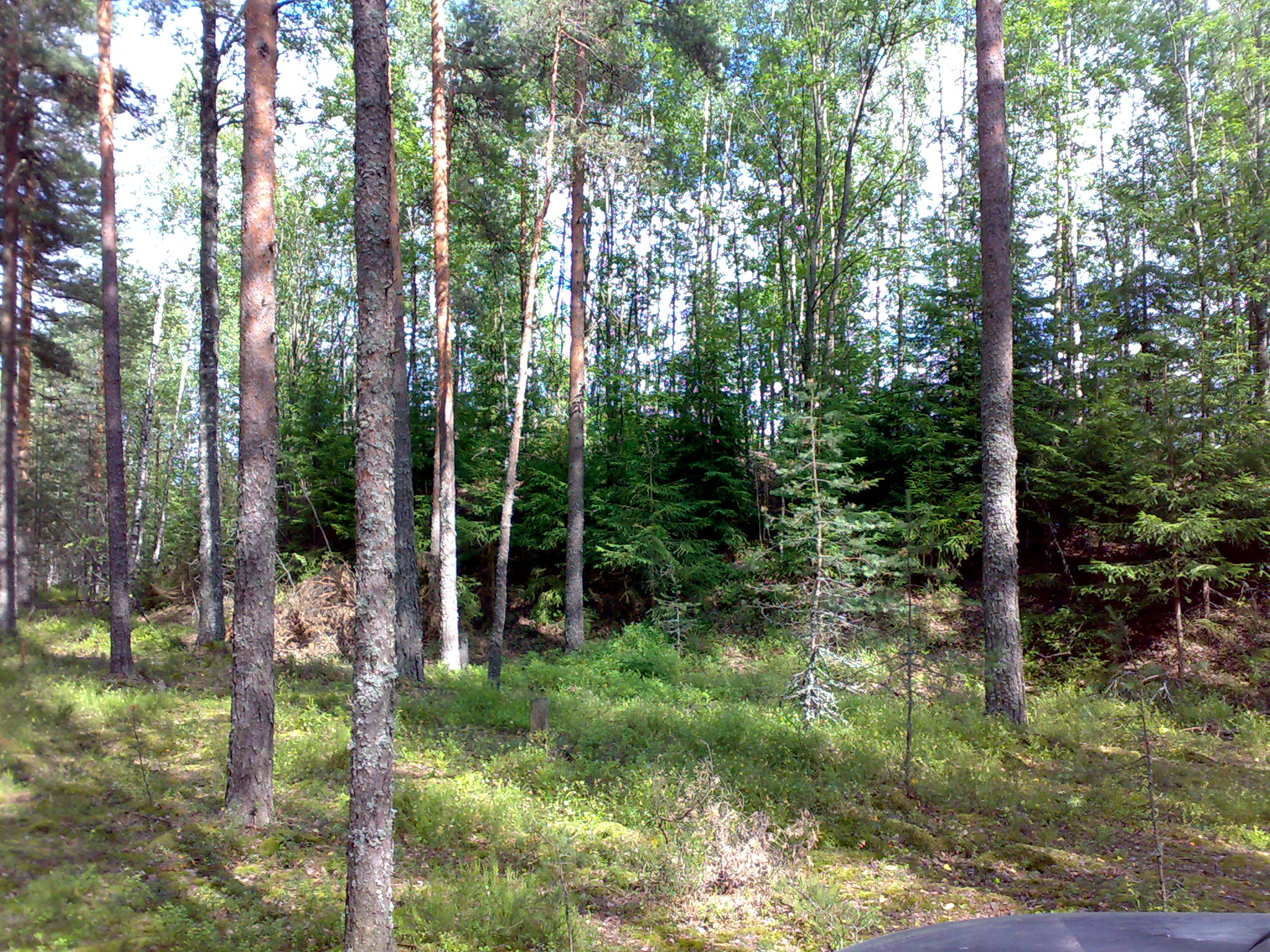
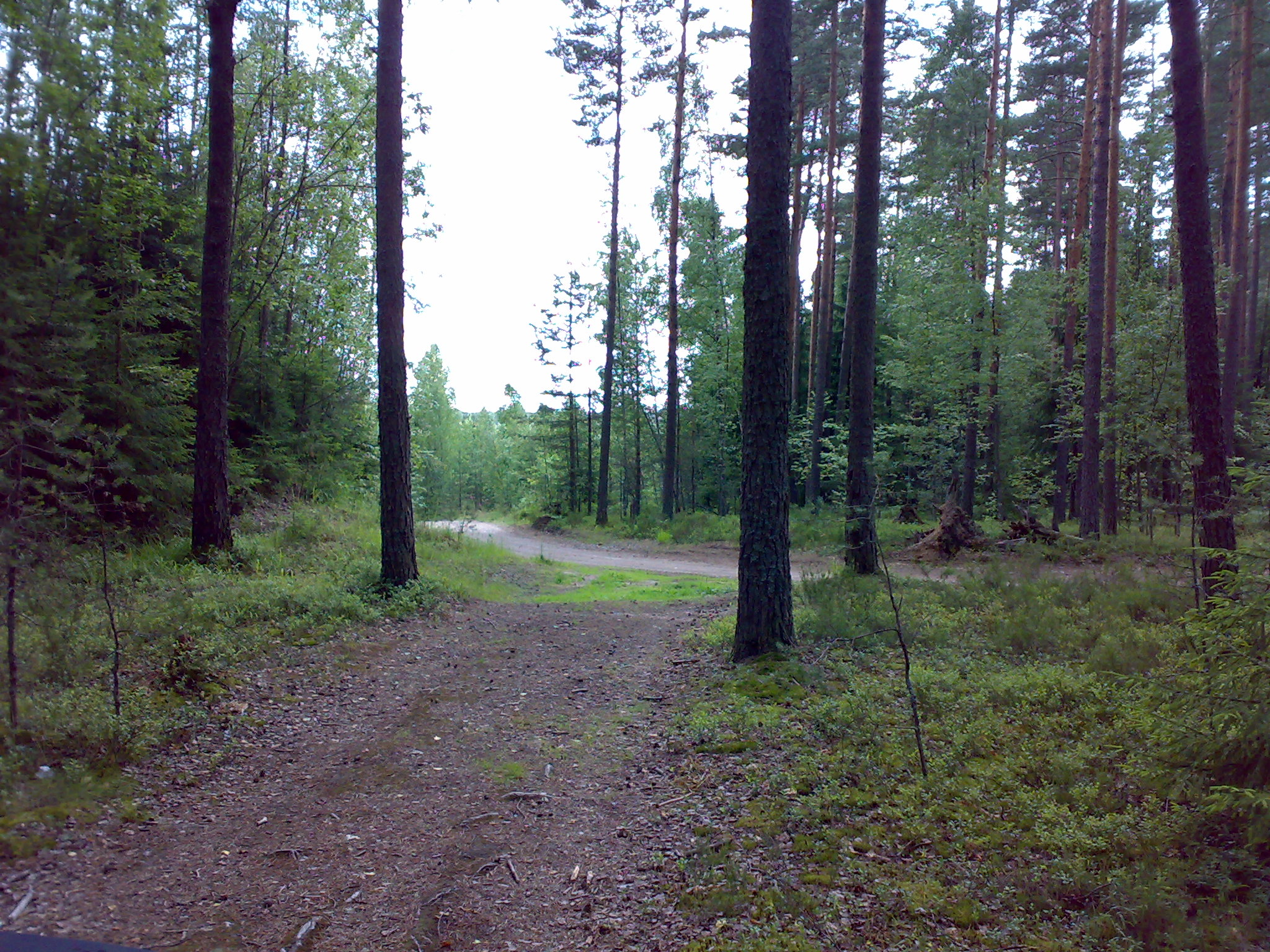

## Улицы
Зелёный проезд, Котельная, Лесная, Медовый проезд, Парковый переулок, Семиозёрная, Спортивная, Центральная.